# The best years of my life
The best years of my life is een single van The Cats die werd uitgebracht in 2006. Het tweede nummer van de cd-single is hetzelfde nummer in de instrumentale versie.

## Achtergrond
The best years of my life kwam nadat de band meer dan tien jaar geen plaat meer had uitgebracht. Het laatste nummer dat op single was verschene, was Poppy in 1994 geweest.
Piet Veerman was er sinds 1985 niet meer bij en door een vruchteloze rechtszaak van de andere bandleden tegen hem waren de verhoudingen vele jaren bekoeld geraakt. The Cats werden in 1994 gevormd door Arnold Mühren, Jaap Schilder en Cees Veerman. Het bleef in die periode echter bij het uitbrengen van een enkele single en elpee.
De onderlinge twist werd tijdens een reünie in 2001 bijgelegd, toen Piet Veerman onverwachts het podium opklom en met de andere bandleden begon mee te zingen.

## De singleThe best years of my life
In 2006 kwamen The Cats met een album, Those were the days, waarop naast eerder werk twee nieuwe singles werden geplaatst, waaronder deze single The best years of my life. Het werd geschreven door John Ewbank. Het andere nieuwe nummer, Those were the days, werd later ook op single uitgebracht.
De single stond vijf weken in de Tipparade maar brak niet door tot de Top 40. Het album, daarentegen, kwam wel hoog in de Top 100 te staan.